# Marilyn Mazur
Marilyn Mazur (New York, 18 gennaio 1955) è una percussionista, batterista, compositrice, cantante e pianista statunitense.

## Biografia
Di origine polacca ed afro-americana, ha vissuto in Danimarca dall'età di sei anni. Inizialmente è pianista ma all'età di 19 anni si è orientata verso le percussioni ispirata da Al Foster, Airto Moreira, e Alex Riel. E' diplomata in percussioni presso la Royal Danish Academy of Music.
La prima band da lei fondata è, nel 1973 denominata  Zirenes. Nel 1978, fondò la band Primi, composta esclusivamente da donne.
Fra i musicisti con i quali ha collaborato citiamo: John Tchicai, Pierre Dørge (New Jungle Orchestra), Niels-Henning Ørsted Pedersen, Palle Mikkelborg, Arild Andersen, Eberhard Weber, Alfred Harth, Peter Kowald,  Makiko Hirabayash, Jeanne Lee, Jan Garbarek, Miles Davis e Gil Evans.
Nel 1989 ha fondato la band Future Song e successivamente il gruppo Percussion Paradise.
La rivista Down Beat, nel 1989, 1990 e 1995, 1997, 1998 e 2002 la ha considerata quale "percussion-talent deserving wider recognition" ed è stata anche premiata, nel 2001, con il Jazzpar Prize, uno dei più importanti riconoscimenti internazionali nell'ambito del Jazz.

## Discografia
- MM 4 con Mazur Markussen Kvartet (Rosen, 1984)
- Marilyn Mazur's Future Song (veraBra, 1992)
- Circular Chant (Storyville, 1995)
- Small Labyrinths (ECM, 1997)
- Colors con LLL-Mental (Hot Wire, 1997)
- Jordsange/Earth Songs (Dacapo, 2000)
- Poetic Justice con Lotte Anker, Marilyn Crispell (Dacapo, 2001)
- All the Birds: Reflecting + Adventurous (Stunt, 2002)
- Daylight Stories (Stunt, 2004)
- Elixir con Jan Garbarek (ECM, 2008)
- Tangled Temptations & the Magic Box (Stunt, 2010)
- Celestial Circle (ECM, 2011)
- Flamingo Sky (Stunt, 2014)
- Marilyn Mazur's Shamania (RareNoise, 2019)